# Rišad Sabirov
Rishod Sobirov (* 11. září 1986 Buchara, Sovětský svaz) je uzbecký zápasník-judista, trojnásobný bronzovým olympijským medailistou z let 2008 až 2016.

## Sportovní kariéra
S bojovými sporty se seznámil v 11 letech. Jeho prvním trenérem byl Rustam Turayev. Připravuje se v Taškentu pod vedením Andreje Šturbabina. V roce 2008 se kvalifikoval na olympijské hry v Pekingu. V úvodním kole si poradil s Alžířanem Omar Rebahi na koku po kombinaci o-soto-gari+o-uči-gake. V dalším kole dokázal v závěru otočit zápas s Čechem Pavel Petřikovem ml. na šido. Ve čtvrtfinále se utkal s Korejcem Čchö Min-ho a v polovině zápasu se nechal hodit technikou sode-curikomi-goši na ippon. Z oprav se mu podařilo probojovat do boje o třetí místo proti Dimitri Draginovi z Francie a za yuko technikou o-uči-gari vybojoval bronzovou olympijskou medaili.
V letech 2010 a 2011 měl mezinárodní scéně v superlehké váze obdivuhodnou zápasovou bilanci 52 výher a 2 porážek. Olympijský rok 2012 však začal porážkou ve finále turnaje mistrů v Almaty s Arsenem Galsťanem z Ruska. Na olympijské hry v Londýně přijel jako úřadující mistr světa. V úvodním kole porazil kombinací sode-curikomi-goši a osaekomi-waza Rakušana Ludwiga Paischera a dalším kole si technikou sode-curikomi-goši poradil na ippon s Venezuelanem Javierem Guédezem. Ve čtvrtfinále zlomil odpor Brazilce Felipe Kitadaie až v poslední minutě technikou curi-goši na ippon. V semifinále se utkal s Arsenem Galsťanem a v regulérní hrací době měl mírnou převahu. Jeho nástupy do sumi-gaši a především velmi nebezpečné sode-curikomi-goši v čase 3:22 Galsťan přečkal bez ztráty bodu, za cenu šido. V prodloužení pokračovala jeho převaha, ale minutu před koncem neodhadl svůj nástup do sode-curikomi-goši a Galsťan ho pohotově kontroval technikou tani-otoši. V boji o třetí místo porazil Sofiane Milouse z Francie na jeho pasivitu a obhájil bronzovou olympijskou medaili.
Po olympijských hrách v Londýně přešel do vyšší pololehké váhové kategorie, ve které se dlouho výsledkově hledal. V roce 2016 však byl opět připraven reprezentovat rodný Uzbekistán na olympijských hrách v Riu. V úvodním kole porazil po vyrovnaném průběhu Bělorusa Dmitrije Šeršaně v prodloužení technikou ko-uči-gake na yuko. V dalším kole si poradil nasazením submise škrcením s judistou z Aruby. Ve čtvrtfinále se utkal s Korejcem An Pa-ulem. V polovině zápasu neuhlídal jeho nástup do seoi-nage a nakonec prohrál na wazari. Z oprav se dostal do boje o třetí místo, ve kterém porazil submisí škrcením Slovince Adriana Gomboce a získal třetí bronzovou olympijskou medaili.

### Vítězství
- 2009 - 1x světový pohár (Hamburg)
- 2010 - 2x světový pohár (Tunis, Moskva), turnaj mistrů (Suwon)
- 2011 - 2x světový pohár (Paříž, Moskva), turnaj mistrů (Baku)
- 2012 - 1x světový pohár (Paříž)
- 2014 - 1x světový pohár (Taškent)
- 2015 - 1x světový pohár (Samsun)

## Výsledky
| Turnaj            | 2007            | 2008            | 2009            | 2010            | 2011            | 2012            | 2013           | 2014           | 2015           | 2016           |  |
| Turnaj            | 21              | 22              | 23              | 24              | 25              | 26              | 27             | 28             | 29             | 30             |  |
| Turnaj            | superlehká váha | superlehká váha | superlehká váha | superlehká váha | superlehká váha | superlehká váha | pololehká váha | pololehká váha | pololehká váha | pololehká váha |  |
| ----------------- | --------------- | --------------- | --------------- | --------------- | --------------- | --------------- | -------------- | -------------- | -------------- | -------------- |  |
| Olympijské hry    |                 | 3.              |                 |                 |                 | 3.              |                |                |                | 3.             |  |
| Mistrovství světa | úč.             |                 | úč.             | 1.              | 1.              |                 | úč.            | 7.             | 3.             |                |  |
| Asijské hry       |                 |                 |                 | 1.              |                 |                 |                | 3.             |                |                |  |
| Mistrovství Asie  | 2.              | 5.              | 3.              |                 | —               | —               | —              |                | 5.             | —              |  |

## Vyznamenání
- Řád „Úcta k zemi“ – Uzbekistán, 2016[1]